# Craig Sheffer
Craig Sheffer (York, 23 aprile 1960) è un attore e regista statunitense.

## Biografia
Sheffer comincia la propria carriera lavorando in alcune produzioni televisive come la soap opera Una vita da vivere. Il suo primo ruolo da protagonista cinematografico è nel 1985 in That Was Then... This Is Now  al fianco di Emilio Estevez, e subito dopo in Un meraviglioso batticuore (1987).
I due ruoli per i quali è maggiormente conosciuto sono quello in In mezzo scorre il fiume (1992), e quello del quarterback Joe Kane in The Program (1993). Fra gli altri film cui ha partecipato, si possono ricordare Bagliori nel buio (1993), Fiamme sull'Amazzonia (1993), con Sandra Bullock, e Sleep With Me (1994). Inoltre ha interpretato il ruolo del protagonista in Cabal (1990) di Clive Barker, e dieci anni dopo ha interpretato nuovamente il ruolo da protagonista in un altro film di Barker, Hellraiser 5: Inferno (2000).
È noto anche per la sua partecipazione alla serie televisiva One Tree Hill, dove dal 2003 al 2007 ha interpretato il ruolo di Keith Scott. Nel 2008, dopo aver recitato nel film Love Lies Bleeding - Soldi sporchi, ha debuttato alla regia con il film American Crude - Follie in America.
Nel 2021 prende parte alla decima stagione di American Horror Story, dove interpreta il Presidente Richard Nixon.

## Filmografia

### Attore

#### Cinema
- Rock Aliens, regia di James Fargo (1984)
- Due vite in una (That Was Then... This Is Now), regia di Christopher Cain (1985)
- Tra due fuochi (Fire with Fire), regia di Duncan Gibbins (1986)
- Un meraviglioso batticuore (Some Kind of Wonderful), regia di Howard Deutch (1987)
- Boxe (Split Decisions), regia di David Drury (1988)
- Cabal (Nightbreed), regia di Clive Barker (1990)
- Instant Karma, regia di Roderick Taylor (1990)
- Blue Desert, regia di Bradley Battersby (1991)
- Eye of the Storm, regia di Yuri Zeltser (1991)
- In mezzo scorre il fiume (A River Runs Through It), regia di Robert Redford (1992)
- Bagliori nel buio (Fire in the Sky), regia di Robert Lieberman (1993)
- The Program, regia di David S. Ward (1993)
- Fiamme sull'Amazzonia (Fire on the Amazon), regia di Luis Llosa (1993)
- Gli scorpioni (The Road Killers), regia di Deran Sarafian (1994)
- Il tuo amico nel mio letto (Sleep with Me), regia di Rory Kelly (1994)
- Sentieri disperati (The Desperate Trail), regia di P.J. Pesce (1994)
- Wings of Courage, regia di Jean-Jacques Annaud (1995)
- The Grave, regia di Jonas Pate (1996)
- Acque profonde (Head Above Water), regia di Jim Wilson (1996)
- Al di là del desiderio (Bliss), regia di Lance Young (1997)
- Morte alla Casa Bianca (Executive Power), regia di David L. Corley (1997)
- I due volti dell'assassino (Double Take), regia di Mark L. Lester (1998)
- L'ombra del dubbio (Shadow of Doubt), regia di Randal Kleiser (1998)
- Amore pericoloso (The Fall), regia di Andrew Piddington (1999)
- Flypaper, regia di Klaus Hoch (1999)
- Turbulence II (Turbulence 2: Fear of Flying), regia di David Mackay (1999)
- Deep Core 2000 (Deep Core), regia di Rodney McDonald (2000)
- Hellraiser 5: Inferno (Hellraiser: Inferno), regia di Scott Derrickson (2000)
- Maze, regia di Rob Morrow (2000)
- Merlin: The Return, regia di Paul Matthews (2000)
- Turbulence 3 (Turbulence 3: Heavy Metal), regia di Jorge Montesi (2001)
- Net Worth, regia di Kenny Griswold (2001)
- Swarm - Minaccia dalla giungla (Flying Virus), regia di Jeff Hare (2001)
- Final Breakdown, regia di Jeffrey W. Byrd (2002)
- Ritual, regia di Avi Nesher (2002)
- Deadly Little Secrets, regia di Fiona Mackenzie (2002)
- Save It for Later, regia di Clark Brigham (2003)
- Dracula II: Ascension, regia di Patrick Lussier (2003)
- Berserker, regia di Paul Matthews (2004)
- The Pavilion, regia di C. Grant Mitchell (2004)
- The Second Front, regia di Dmitriy Fiks (2005)
- Tom's Nu Heaven, regia di Dale Launer (2005)
- Find Love, regia di Erica Dunton (2006)
- Coffee Date, regia di Stewart Wade (2006)
- Love Lies Bleeding - Soldi sporchi (Love Lies Bleeding), regia di Keith Samples (2008)
- Legittima offesa - While She Was Out (While She Was Out), regia di Susan Montford (2008)
- Ashley's Ashes, regia di Christopher Hutson e Chris Kazmier (2010)
- Bad Ass, regia di Craig Moss (2012)
- Uomini di parola (Stand Up Guys), regia di Fisher Stevens (2012)
- The Mark, regia di James Chankin (2012)
- The Mark: Redemption, regia di James Chankin (2013)
- Code of Honor, regia di Michael Winnick (2016)
- Destruction: Los Angeles, regia di Tibor Takács (2016)

#### Televisione
- One Tree Hill - serie TV (2003 - 2007)
- Tutta la verità (Long Lost Son), regia di Brian Trenchard-Smith – film TV (2006)
- American Horror Story, regia di Ryan Murphy e Brad Falchuk – serie TV (2021)

## Regista

### Cinema
- American Crude - Follie in America (American Crude) (2008)

#### Televisione
- Una vita da vivere (One Life to Live) - serie TV (1968)
- The Hamptons - serie TV, episodio 1x01 (1983)
- Teen Wolf - Voglia di vincere (Teen Wolf) - serie animata, 21 episodi (1986–1987) - voce
- Caramella (Babycakes), regia di Paul Schneider - film TV (1989)
- Un problema d'onore (In Pursuit of Honor), regia di Ken Olin - film TV (1995)
- Un'estranea in famiglia (Bloodknot), regia di Jorge Montesi - film TV (1995)
- Le stagioni dell'odio (A Season in Purgatory), regia di David Greene - film TV (1996)
- Il colore del sangue (Miss Evers' Boys), regia di Joseph Sargent - film TV (1997)
- Merry Christmas, George Bailey, regia di Matthew Diamond - film TV (1997)
- Rhapsody in Bloom, regia di Craig M. Saavedra - film TV (1998)
- Without Malice, regia di Rob W. King - film TV (2000)
- In tribunale con Lynn (Family Law) - serie TV, episodio 2x13 (2001)
- Fastlane - serie TV, episodio 1x01 (2002)
- Sotto pressione (Cabin Pressure), regia di Alan Simmonds - film TV (2002)
- One Tree Hill - serie TV, 64 episodi (2003-2012)
- Into the West - miniserie TV, episodio 1x06 (2005)
- Psych - serie TV, episodio 4x12 (2010)
- Lies Between Friends, regia di Walter Klenhard - film TV (2010)
- Criminal Minds - serie TV, episodio 6x04 (2010)
- The Mentalist - serie TV, episodio 4x17 (2012)
- CSI - Scena del crimine (CSI: Crime Scene Investigation) - serie TV, episodi 12x22 e 13x01 (2012)
- Battledogs, regia di Alexander Yellen - film TV (2013)
- Major Crimes - serie TV, episodio 2x06 (2013)

### Produttore
- Instant Karma, regia di Roderick Taylor (1990)
- Demolition Man, regia di Marco Brambilla (1993) - produttore esecutivo
- American Crude - Follie in America, regia di Craig Sheffer (2008)
- Code of Honor, regia di Michael Winnick (2016) - produttore associato

## Doppiatori italiani
Nelle versioni in italiano delle opere in cui ha recitato, Craig Sheffer è stato doppiato da:
- Francesco Prando in The Program, Acque profonde, Code of Honor
- Massimo De Ambrosis in Gli scorpioni, Le ali del coraggio, L'ombra del dubbio
- Riccardo Rossi in Nell'occhio del ciclone, Bagliori nel buio
- Christian Iansante in Dracula II: Ascension, Psych
- Francesco Pannofino in Un meraviglioso batticuore
- Mario Cordova in Cabal
- Vittorio De Angelis in In mezzo scorre il fiume
- Massimo Rossi in Turbulence II
- Gaetano Varcasia in Hellraiser 5: Inferno
- Michele Di Mauro in Swarm - Minaccia dalla giungla
- Mauro Gravina in One Tree Hill
- Claudio Moneta in Tutta la verità
- Roberto Gammino in The Mentalist
- Nino D'Agata in Legittima offesa - While She Was Out
- Roberto Draghetti in CSI - Scena del crimine
- Giovanni Caravaglio in Criminal Minds
- Stefano Benassi in Major Crimes
- Stefano Alessandroni in American Horror Story